# Fredrik Wilhelm Ringvall
Fredrik Wilhelm Ringvall, född 27 augusti 1825 i Hedvig Eleonora församling, Stockholm,  död 14 november 1893 i Hovförsamlingen, Stockholm, var en svensk altbasunist vid Kungliga hovkapellet.

## Biografi
Fredrik Wilhelm Ringvall föddes 27 augusti 1825 i Stockholm. Han var son till en inspektor. Ringvall var från den 1 oktober 1852 anställd som extra biträdande altbasunist vid Kungliga hovkapellet och ordinarie från 1 juli 1853. Han slutade vid hovkapellet 1878. Ringvall avled 14 november 1893.
Ringvall anställdes 1840 vid ett regementes musikkår och arbetade från 1855 till 1870 som oboist vid Andra livgardet. Från 1870 till 1890 var han musikdirektör vid Helsinge regemente. Under flera år framförde han kaffekonserter i Bernss salonger. Där gjord han sig känd som en skicklig dirigent, musikarrangör och dansmusik kompositör. Ringvall var far till musikern Carl Fredrik Ringvall.
Ringvall gifte sig första gången 13 oktober 1847 med Albertina Wilhelmina Lundvall (född 1855). Han gifte sig andra gången 22 april 1856 med Sofia Apollonia Lundqvist.